# .name
.name – internetowa domena najwyższego poziomu, przeznaczona do osobistego użytku. Została ogłoszona 16 listopada 2000 r., w pełni operacyjna jest od stycznia 2002 r. Nazwą domeny może być imię, nazwisko, pseudonim lub nick zarówno osób prawdziwych jak i fikcyjnych.
Pierwotna koncepcja zakładała rejestrację na trzecim poziomie przy współużytkowaniu drugiego poziomu. W tym ujęciu osoba identyfikująca się imieniem i nazwiskiem Jan Kowalski mogła posiadać domenę jan.kowalski.name oraz usługę przekazywania poczty internetowej z adresu jan@kowalski.name. Domena kowalski.name pozostawać miała w puli zarezerwowanej – współużytkowanej z innymi osobami o nazwisku Kowalski.
Począwszy od stycznia 2004 r. zostało umożliwione rejestrowanie domen drugiego poziomu, zrywające z wcześniejszą strukturą.